# 딜라라 카즈모바
딜라라 카즈모바(Dilarə Kazımova, 1984년 5월 20일 ~ )는 아제르바이잔의 가수, 배우이다.